# Bento de Jesus Caraça
Bento de Jesus Caraça GCSE • GOL (Vila Viçosa, Conceição, 18 de abril de 1901 — Lisboa, Santa Isabel, 25 de junho de 1948) foi um matemático português, professor universitário, resistente antifascista comunista revolucionário e militante do Partido Comunista Português. Há uma biblioteca com o seu nome na Moita e um conjunto de escolas por todo o país, sendo a sede em Lisboa, e várias delegações, incluindo, Seixal, Barreiro, Beja, Porto, etc.
A 20 de julho de 2013, a casa onde nasceu foi recuperada, e é nela que estão exemplos de todas as obras e fotografias que Bento de Jesus Caraça realizou (Casa Museu Bento de Jesus Caraça).

## Biografia
Licenciou-se, em 1923, no Instituto Superior de Comércio, hoje Instituto Superior de Economia e Gestão da Universidade Técnica de Lisboa. Em 1936 já fundava o Núcleo de Matemática, Física e Química com outros recém-doutorados nas áreas da matemática e física. Em 1938, com os também professores, Mira Fernandes e Beirão da Veiga, funda o Centro de Estudos de Matemáticas Aplicadas à Economia, que dirigiu até outubro de 1946, ano da sua extinção pelo Governo.
Em 1940, com os professores, António Aniceto Monteiro, Hugo Baptista Ribeiro, José da Silva Paulo e Manuel Zaluar Nunes, criou a Gazeta de Matemática. Em 1941 cria a "Biblioteca Cosmos", para edição de livros de divulgação científica e cultural, a qual publicou 114 livros, com uma tiragem global de 793 500 exemplares. Colaborou também nas revistas Técnica, Gazeta de Matemática, Seara Nova, Vértice e Revista de Economia.
Foi um apaixonado entusiasta pela Universidade Popular Portuguesa, para a qual contribuiu avidamente. Foi membro do MUNAF e vice-presidente do MUD. Em 1943 e até 1944 torna-se o segundo presidente da Sociedade Portuguesa de Matemática em conjunto com Aureliano de Mira Fernandes.
Em 1946 é afastado do ensino e preso pela PIDE e, em outubro desse mesmo ano, demitido do lugar de professor catedrático do Instituto Superior de Ciências Económicas e Financeiras. Faleceu em Lisboa, em sua casa na rua Almeida e Sousa, freguesia de Santa Isabel, no dia 25 de junho de 1948, vítima de doença cardíaca.

## Homenagens
Bento de Jesus Caraça foi agraciado, a título póstumo, com:
- A Grã-Cruz da Ordem Militar de Sant'Iago da Espada, em 3 de setembro de 1979;[6]
- O Grande-Oficialato da Ordem da Liberdade, em 30 de junho de 1980;[6]
- A Medalha de Prata do Município de Vila Viçosa, em 2 de maio de 2013.[7]

O seu nome foi atribuído:
- À Biblioteca Municipal da Moita;[8]
- A um edifício do Instituto Superior de Economia e Gestão (ISEG) que alberga os vários departamentos e centros de investigação;[9]
- A várias ruas e avenidas em Portugal;[10]
- Escola Profissional Bento Jesus Caraça:[11] Barreiro, Beja, Lisboa, Pedome, Porto e Seixal.

## Família
Bento de Jesus Caraça era filho de João António Caraça, trabalhador, e Domingas da Conceição Espadinha, doméstica, ambos naturais de Vila Viçosa. Casou primeira vez, em 1926, com Maria Octávia Sena, falecida a 18 de setembro de 1927. Casou segunda vez em Lisboa, a 25 de agosto de 1943, com Cândida Ribeiro Gaspar, professora, licenciada em Ciências Económicas e Financeiras, natural de Ramalhal, Torres Vedras, com quem teve o seu único filho, João Manuel Gaspar Caraça, nascido a 22 de agosto de 1945. Foram padrinhos de casamento, entre outros, o professor Dias Amado e o escritor Manuel Mendes.

## Livros publicados

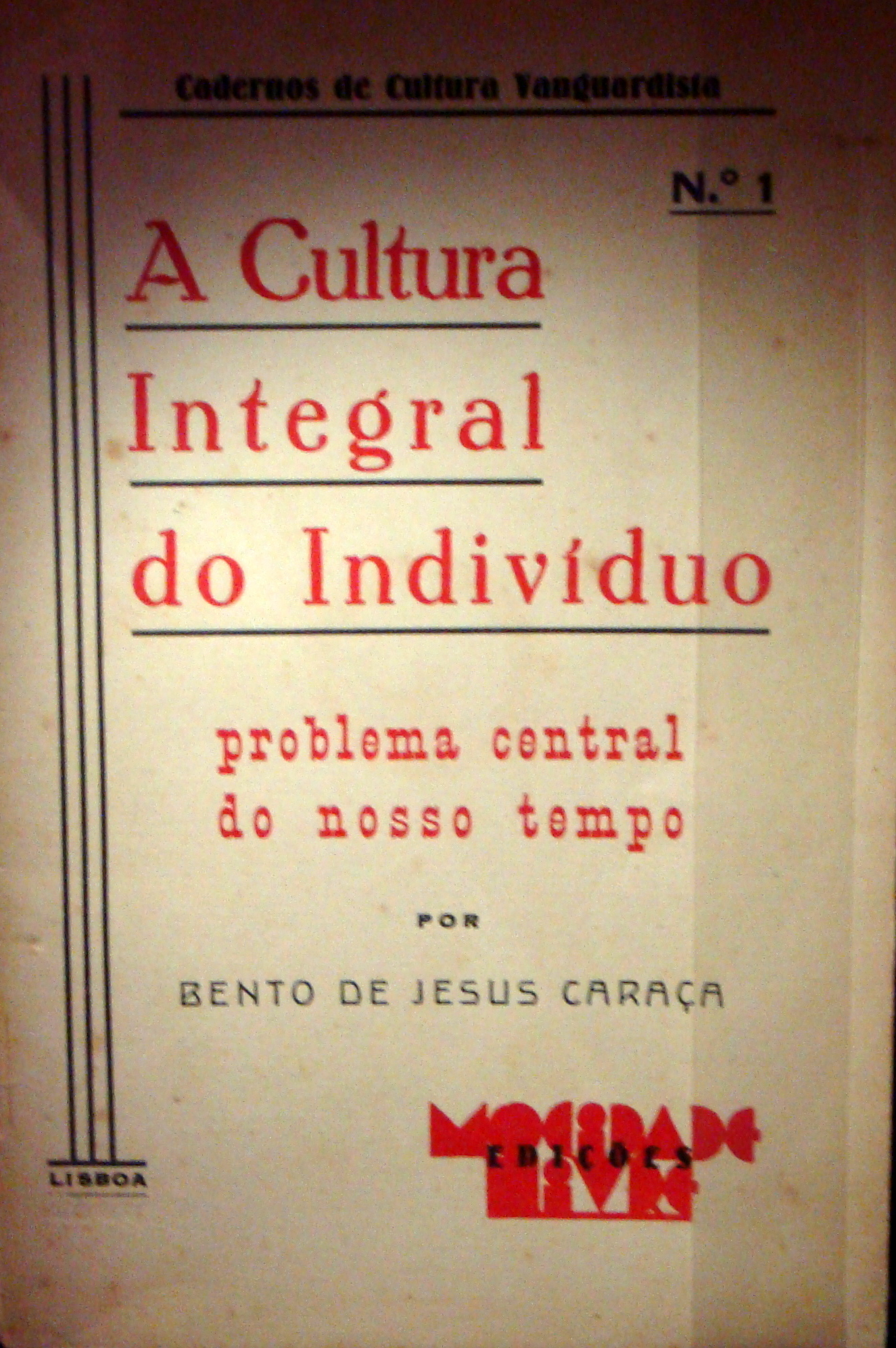
A Cultura Integral do Indivíduo

- 1930 - Interpolação e Integração Numérica.[1]
- 1933 - A Cultura Integral do Indivíduo - Problema central do nosso tempo, onde escreve um programa de intervenção cultural, científica e pedagógica.
- 1935 - Lições da Álgebra e Análise.[1]
- 1937 - Cálculo Vectorial.[1]
- 1939 - Galileo Galilei.[1]
- 1939 - Rabindranath tagore.[1]
- 1941 - Conceitos Fundamentais da Matemática.[15]
- 1942 - As funções Beta e Gama. Funções Octogonais.[1]
- 1978 - Conferências e Outros Escritos.

### Inéditos e dispersos
- PEDROSO, Alberto (ed. lit.). Bento de Jesus Caraça: Semeador de Cultura e de Cidadania:  Inéditos e Dispersos. Porto:  Campo de Letras, 2007. ISBN 978-989-625-128-4